# Regina Carter
Pour les articles homonymes, voir Carter.
Regina Carter est une violoniste de jazz américaine née à Détroit, Michigan en 1966.
Regina Carter a une éducation de violoniste classique, mais s'est tournée peu à peu vers le jazz, pour devenir une des violonistes de jazz les plus réputées. Regina Carter est diplômée en musique de l'université d'Oakland et a étudié au prestigieux New England Conservatory of Music à Boston avant de commencer sa carrière jazzistique.
En décembre 2001, elle joue un concert à Gène sur le violon « Il Cannone » du luthier Guarnerius del Gesù, ayant appartenu à Niccolò Paganini. Elle a enregistré le disque Paganini: After a Dream pour le label Verve Records sur ce même instrument.
Regina Carter est aussi active en tant qu'enseignante, défenseur de la Méthode Suzuki, elle a enseigné dans de nombreuses institutions, dont le Berklee College of Music, ainsi qu'au Stanford Jazz Workshop.
Elle se produit actuellement à la tête d'un quintet, composé de Mark Krose (clarinette), Xavier Davis (piano), Alvester Garnett (batterie), and Matt Parish (contrebasse).
En septembre 2006, Carter a reçu la bourse du MacArthur Fellows Program, aussi connue comme « la bourse des génies ».
En 2012, elle était présente au sein de la tournée mondiale de Joe Jackson.

## Discographie
- 2006 – I'll Be Seeing You: A Sentimental Journey
- 2003 – Paganini: After a Dream
- 2001 – Freefall
- 2000 – Motor City Moments
- 2000 – Motherland – Danillo Perez
- 1998 – Rhythms of the Heart
- 1997 – Something For Grace
- 1995 – Regina Carter